# Tord Henriksson
Tord Henriksson (Karlstad, Suecia, 13 de abril de 1965) es un atleta sueco retirado especializado en la prueba de triple salto, en la que consiguió ser medallista de bronce mundial en pista cubierta en 1991.

## Carrera deportiva
En el Campeonato Mundial de Atletismo en Pista Cubierta de 1991 ganó la medalla de bronce en el triple salto, con un salto de 7.93 metros, tras el alemán Dietmar Haaf (oro con 8.15 metros) y el cubano Jaime Jefferson (plata con 8.04 metros).